# Friedrich Karl Ginzel
Pour les articles homonymes, voir Ginzel.
Friedrich Karl Ginzel, né le 26 février 1850 à Reichenberg, en royaume de Bohême, mort le 29 juin 1926 à Berlin, est un astronome autrichien,.

## Biographie
À partir de 1877, Ginzel travaille à l'observatoire de Vienne. En 1886, il devient membre du Königlichen Astronomischen Recheninstituts à Berlin, où il assure en 1889 un poste de professeur.
En 1899, il publie une importante étude sur les éclipses solaires et lunaires dans l'Antiquité classique. Son Handbuch der mathematischen und technischen Chronologie (1906-14), réimprimé en 1958 et 2007 en trois volumes, est toujours un ouvrage de référence sur les calendriers et la chronologie ancienne, bien que certaines sections soient maintenant obsolètes.
Il a reçu le prix Valz de l'Académie française des Sciences en 1884 pour son travail sur les éclipses solaires. Le cratère lunaire Ginzel a été nommé d'après lui.